# Ghabbour Group
Ghabbour Group — египетский производитель автомобилей, автобусов, грузовых автомобилей и мотоциклов, расположенный в Каире. Является одним из крупнейших производителей в Египте.

## История
Компания Ghabbour Group основана в 1960 году братьями Камалем и Садеком Габбуром, поскольку они поняли, что автомобильный сектор является растущим рынком. Первоначально компания называлась Ghabbour Brothers.
Ранее компания выпускала автомобили Saviem (ныне RVI). В настоящее время компания выпускает автомобили брендов Bajaj Auto, Hyundai и Volvo Trucks.
Годовой объём производства 150000 единиц.

## Модельный ряд

### Mitsubishi Fuso
- Mitsubishi Canter
- Mitsubishi Cruiser
- Mitsubishi Eagle
- Mitsubishi FP
- Mitsubishi FV
- Mitsubishi Rosa

### Hyundai
- Hyundai Accent
- Hyundai Accent Sport
- Hyundai Solaris
- Hyundai Atos Prime
- Hyundai Elantra AD & MD & HD
- Hyundai Elantra SE
- Hyundai H-1
- Hyundai H-1 Van
- Hyundai H100 Pick-up
- Hyundai i30
- Hyundai i30 CW
- Hyundai Matrix
- Hyundai Nova
- Hyundai Santa Fe
- Hyundai Sonata
- Hyundai Tucson ix35
- Hyundai Verna
- Hyundai Verna Star
- Hyundai Verna Viva

### Mazda
- Mazda 6
- Mazda 3
- Mazda 2
- Mazda CX-9

### АвтомобилиКитая[3]
- Geely Emgrand
- Chery Envy
- Chery Tiggo
- Changan Automobile

### Bajaj Auto
- мотоциклы
- авторикшы

### Volvo Trucks
- Volvo FH
- Volvo FL6
- Volvo FM
- Volvo Splendido (B12B GVW)